# Caesalpinia trothae
Caesalpinia trothae är en ärtväxtart som beskrevs av Hermann August Theodor Harms. Caesalpinia trothae ingår i släktet Caesalpinia och familjen ärtväxter.

## Underarter
Arten delas in i följande underarter:
- C. t. erlangeri
- C. t. trothae